# Molophilus cyatheticolus
Molophilus cyatheticolus är en tvåvingeart som beskrevs av Alexander 1950. Molophilus cyatheticolus ingår i släktet Molophilus och familjen småharkrankar. Inga underarter finns listade i Catalogue of Life.